# Tercja (interwał)
Tercja – interwał prosty między dźwiękami obejmujący zakres trzech stopni skali muzycznej (pozycji na pięciolinii: dwie linie i odstęp lub jedną linię i dwa odstępy) o wielkości 3 lub 4 półtonów. W szeregu zasadniczym naturalnie występują tercja wielka (interwał 4 półtonów) i tercja mała (interwał 3 półtonów). Zastosowanie znaków chromatycznych pozwala zmienić jej rozmiar.

## Rodzaje
| Nazwa                                               | Opis | Przykład      |
| --------------------------------------------------- | --- | ------------- |
| Tercja wielka Posłuchaj: melodycznieⓘ harmonicznieⓘ | Tercja o rozmiarze czterech półtonów. Występuje naturalnie w szeregu zasadniczym (c-e, f-a, g-h). Jest konsonansem niedoskonałym. W przewrocie otrzymuje się sekstę małą. Oznaczenie: 3w.        | Tercja wielka |
| Tercja mała Posłuchaj: melodycznieⓘ harmonicznieⓘ   | Tercja o rozmiarze trzech półtonów. Występuje naturalnie w szeregu zasadniczym (d-f, e-g, a-c¹, h-d¹). Jest konsonansem niedoskonałym. W przewrocie otrzymuje się sekstę wielką. Oznaczenie: 3m. | Tercja mała   |

### Interwały pochodne
| [1] [A] 3>>>> (3>>>) |
| [2] 1                |
| [3] 6<<<<            |
| [4] 2>               |
| [5] Hisis-deses      |

| [1] 3>>>      |
| [2] 0         |
| [3] 6<<<      |
| [4] 1         |
| [5] His-deses |

| [1] 3>>     |
| [2] 1       |
| [3] 6<<     |
| [4] 2>      |
| [5] H-deses |

| [1] 3>    |
| [2] 2     |
| [3] 6<    |
| [4] 2     |
| [5] H-des |

| [1] 3<    |
| [2] 5     |
| [3] 6>>   |
| [4] 4     |
| [5] c-eis |

| [1] 3<<        |
| [2] 6          |
| [3] 6>>>       |
| [4] [B] tryton |
| [5] c-eisis    |

| [1] 3<<<      |
| [2] 7         |
| [3] 6>>>>     |
| [4] 5         |
| [5] ces-eisis |

| [1] 3<<<<       |
| [2] 8           |
| [3] 6>>>>>      |
| [4] 6>          |
| [5] ceses-eisis |

Objaśnienia do tabeli:

[1] – oznaczenie interwału

[2] – rozmiar interwału w półtonach

[3] – przewrót interwału

[4] – najprostszy interwał o takim samym brzmieniu

[5] – przykład

[A] – te interwały istnieją teoretycznie jako przewroty innych interwałów, w praktyce są one określane w sposób podany w nawiasie

[B] – tryton to (sprowadzając do najprostszego interwału) kwarta zwiększona lub kwinta zmniejszona

## Inne
W harmonii średniowiecznej interwał tercji (i jej przewrót – seksta) zaliczany był do dysonansów. Teoretycy XIII-wieczni zaczęli zaliczać tercję do konsonansów, ale w odróżnieniu od pozostałych nadając im nazwę konsonanse niedoskonałe.
Tercja jest odległością najczęściej wykorzystywaną w równoległym śpiewie dwugłosowym z racji tego, że spośród wszystkich interwałów najlepiej brzmi i jest najłatwiejsza do utrzymania intonacyjnego. Budowana jest w gamowłaściwych tercjach jako głos drugi od prymy w dół (muzyka góralska, muzyka ludowa niemiecka, słowacka); rzadziej jako głos drugi od prymy w górę.